# 몬테베요 호수군 국립공원

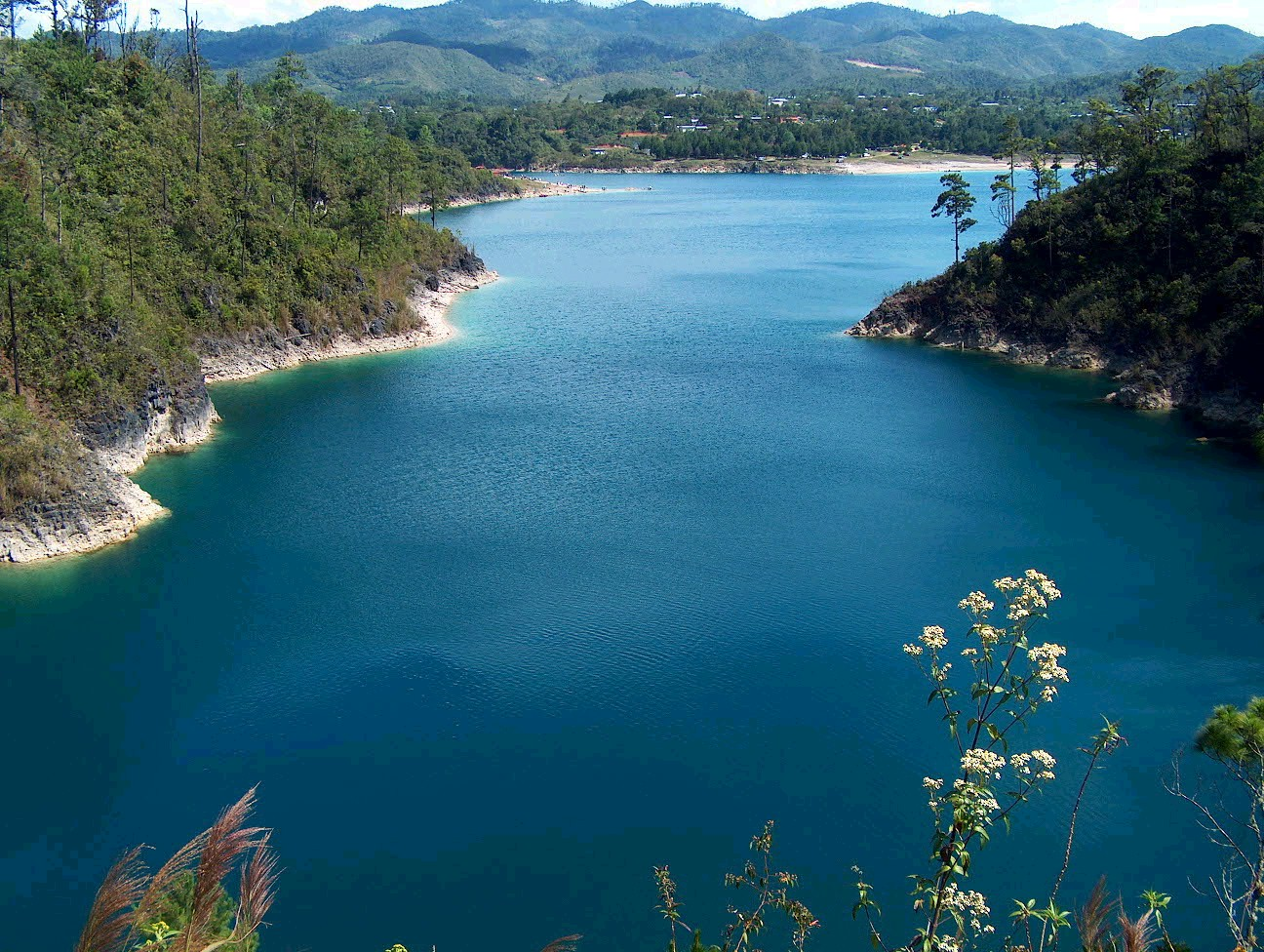

몬테베요 호수군 국립공원(Lagunas de Montebello National Park, 스페인어: Parque Nacional Lagunas de Montebello)은 멕시코 치아파스 주에서 남동쪽의 라트리니타리아와 라인디펜덴시아 행정구역에 걸쳐있는 1959년 최초로 지정된 국립공원이다.

## 구성
국립공원은 59개의 호수와 마야 유적지로 구성되어 있고, 해발 1500~1800m에 위치해 있는 산악지대의 평원에 자리해 있다.

## 생태
호수가 많이 있는 수중 생태계와 고산 지대의 생태계로 이루어져 있다.